# Kovářův žleb
Kovářův žleb je přírodní rezervace severozápadně od obce Vlčnov v okrese Uherské Hradiště. Důvodem ochrany je zachování bohatého výskytu ohrožených druhů rostlin a živočichů.  Území je velmi hodnotné i z krajinářského hlediska.

## Flora
Na území rezervace se vyskytuje řada chráněných rostlin. Můžeme zde spatřit např. hořec hořepník (Gentiana pneumonanthe), medovník meduňkolistý (Melittis melissophyllum), kozinec dánský (Astragalus danicus), mateřídouška panonská (Thymus pannonicus), hvězdnice zlatovlásek (Aster linosyris) nebo len chlupatý (Linum hirsutum),  který se zde nachází na své poslední lokalitě na jihovýchodní Moravě.
Časté jsou zde také rostliny z čeledi vstavačovitých. Vyskytuje se tady pětiprstka žežulník pravá (Gymnadenia conopsea subsp. conopsea), vstavač vojenský (Orchis militaris), kruštík širolistý pravý (Epipactis helleborine subsp. helleborine), vemeník dvoulistý (Platanthera bifolia) a  tořič včelonosný (Ophrys apifera), který zde byl objeven v roce 2002. Vysazen tady byl taky hlaváček jarní (Adonis vernalis) a koniklec velkokvětý (Pulsatilla grandis).

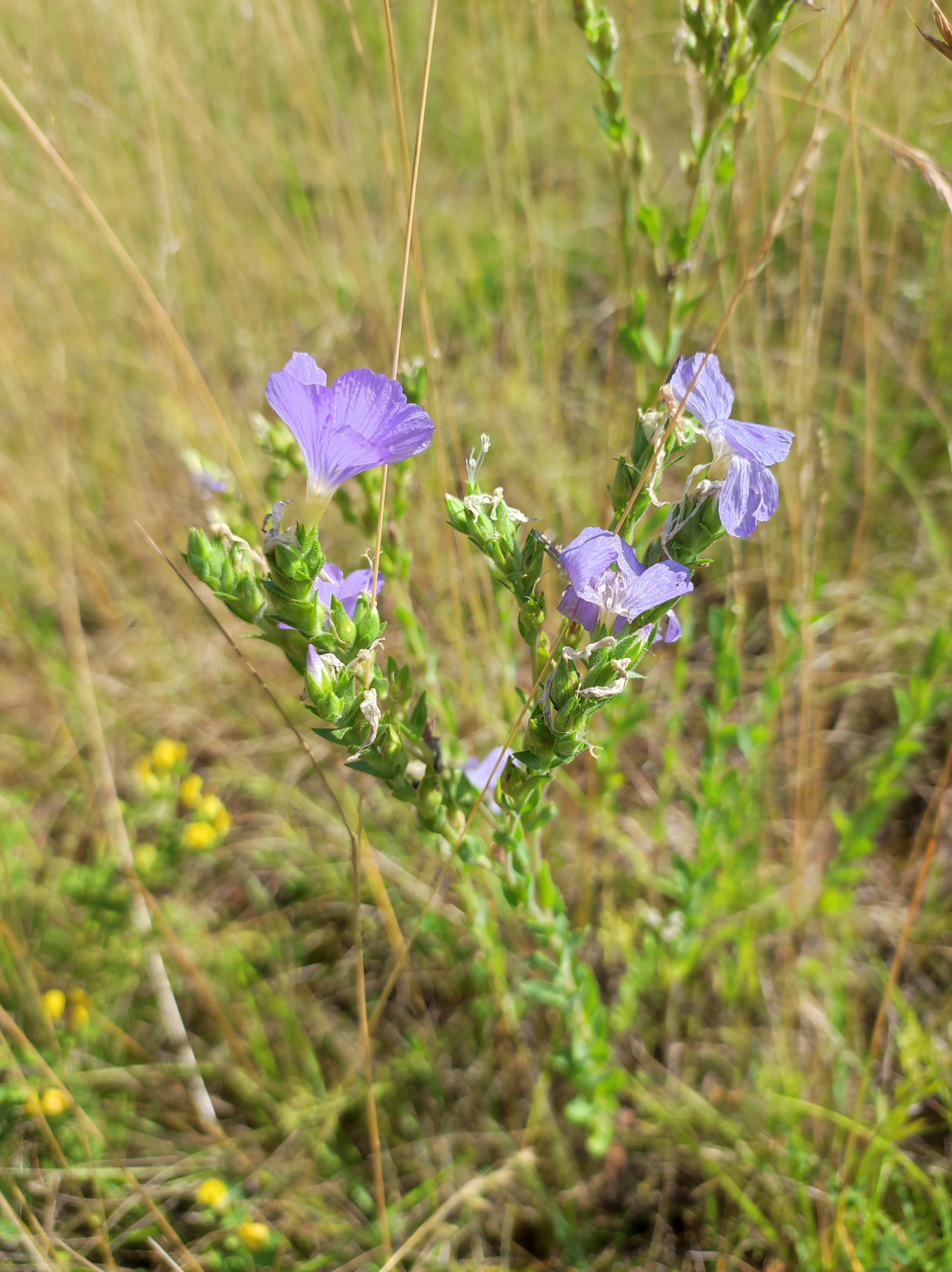
Len chlupatý
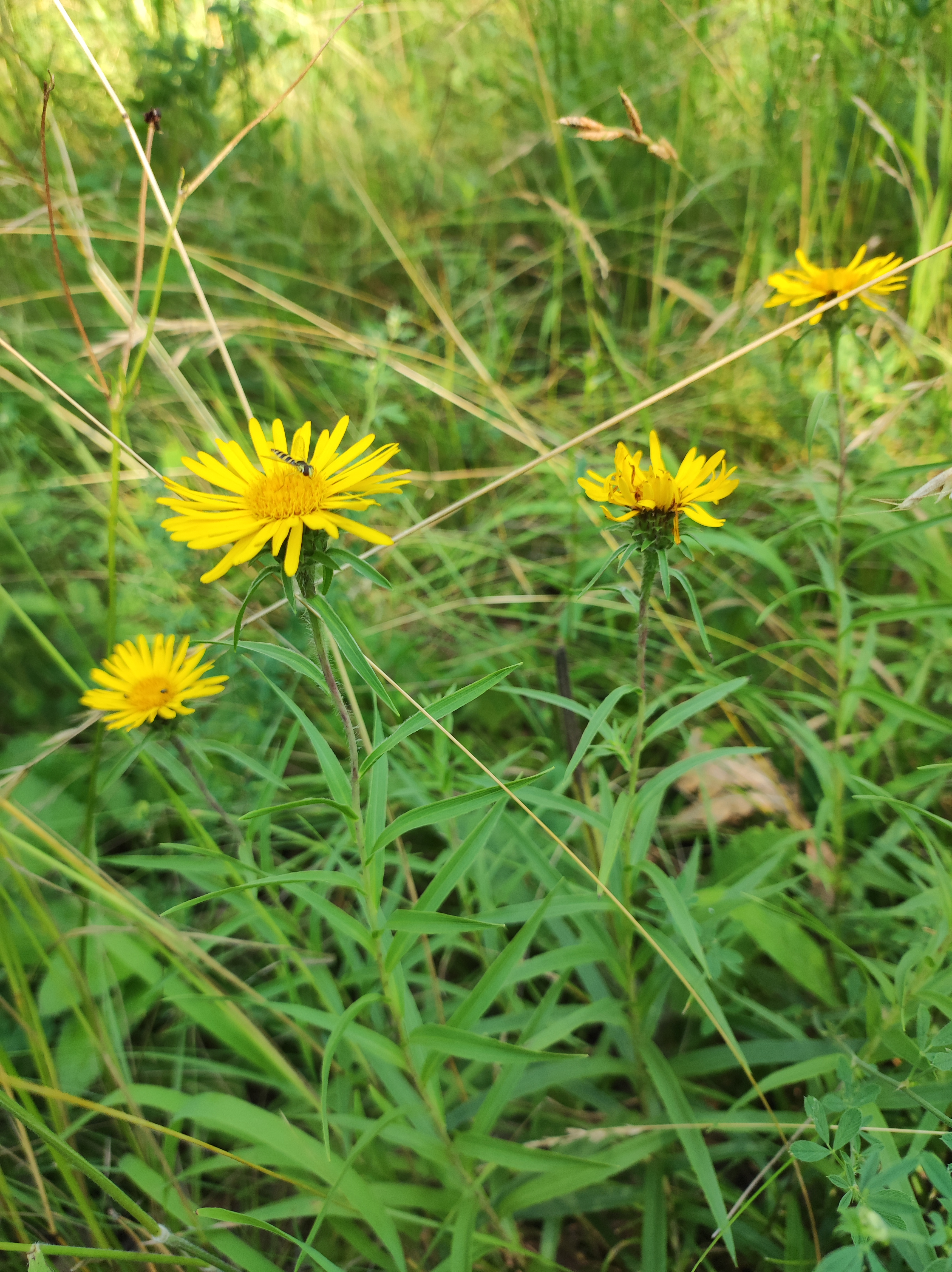
Oman mečolistý
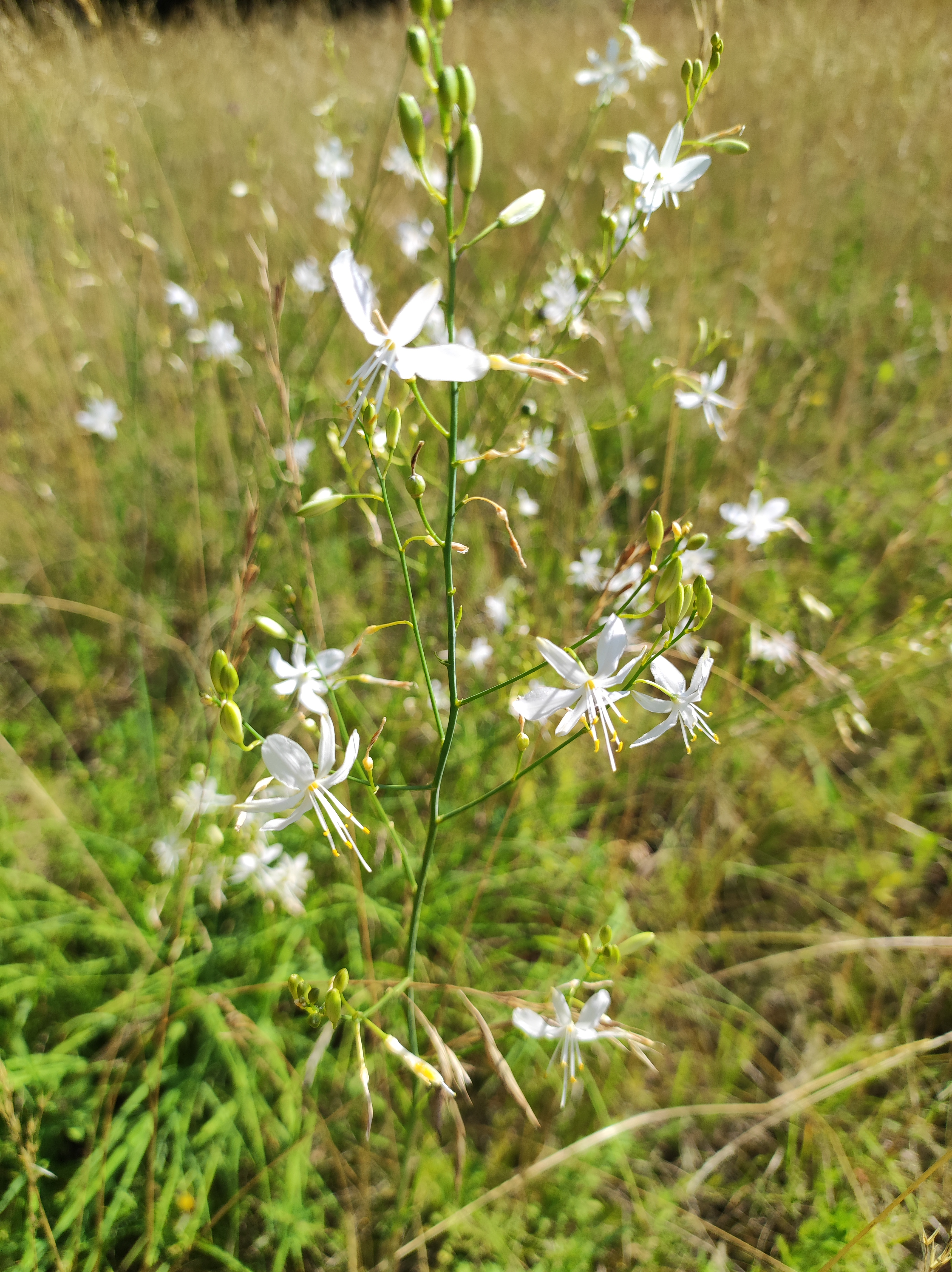
Bělozářka větevnatá
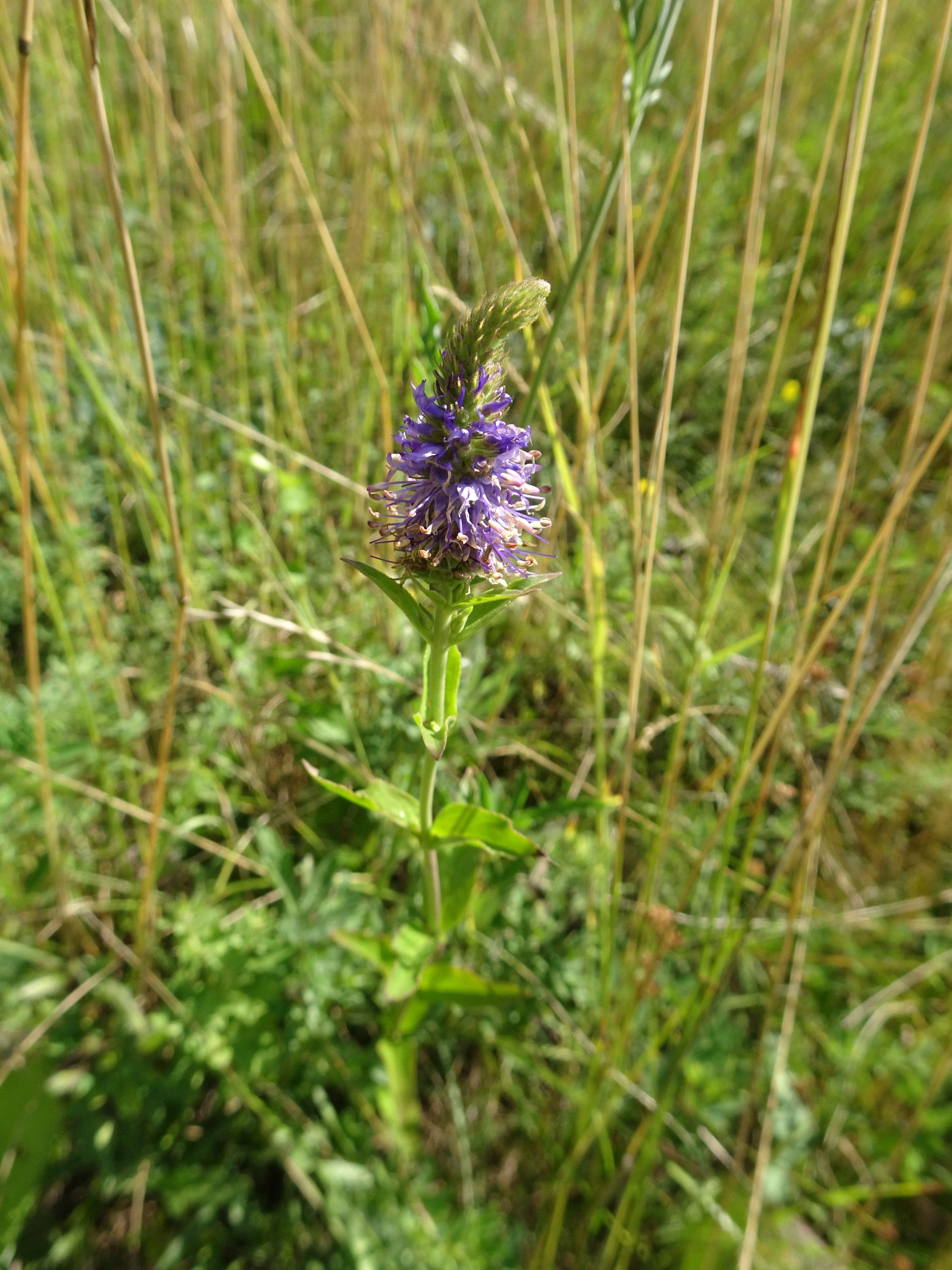
Rozrazil klasnatý
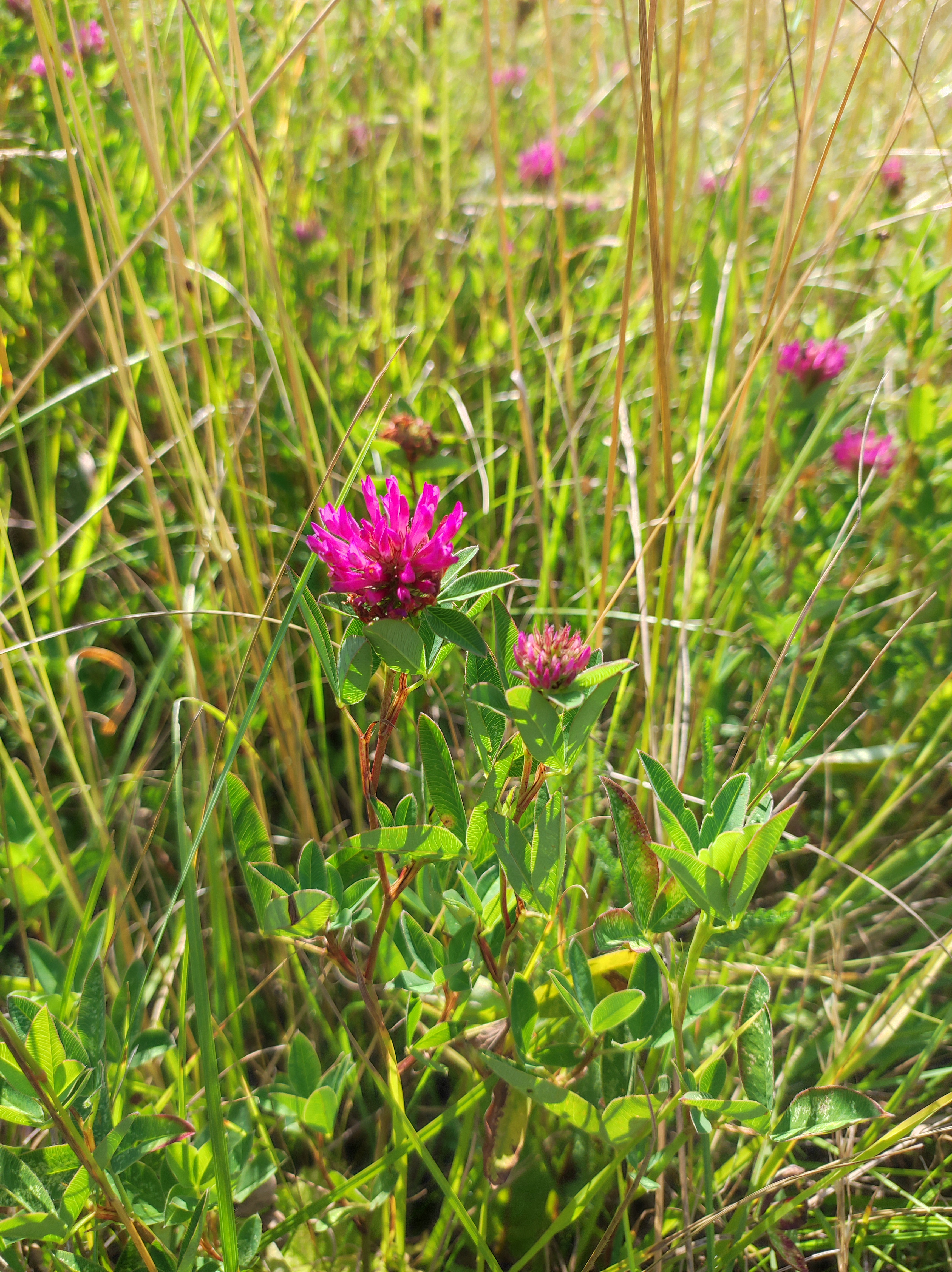
Jetel prostřední

## Fauna

### Hmyz
Vyskytuje se jich zde řada, především teplomilných druhů. Je to např. otakárek fenyklový (Papilio machaon), bělopásek topolový (Limenitis populi), kudlanka nábožná (Mantis religiosa) nebo drsnokřídlec ovocný (Lycia pomonaria). 

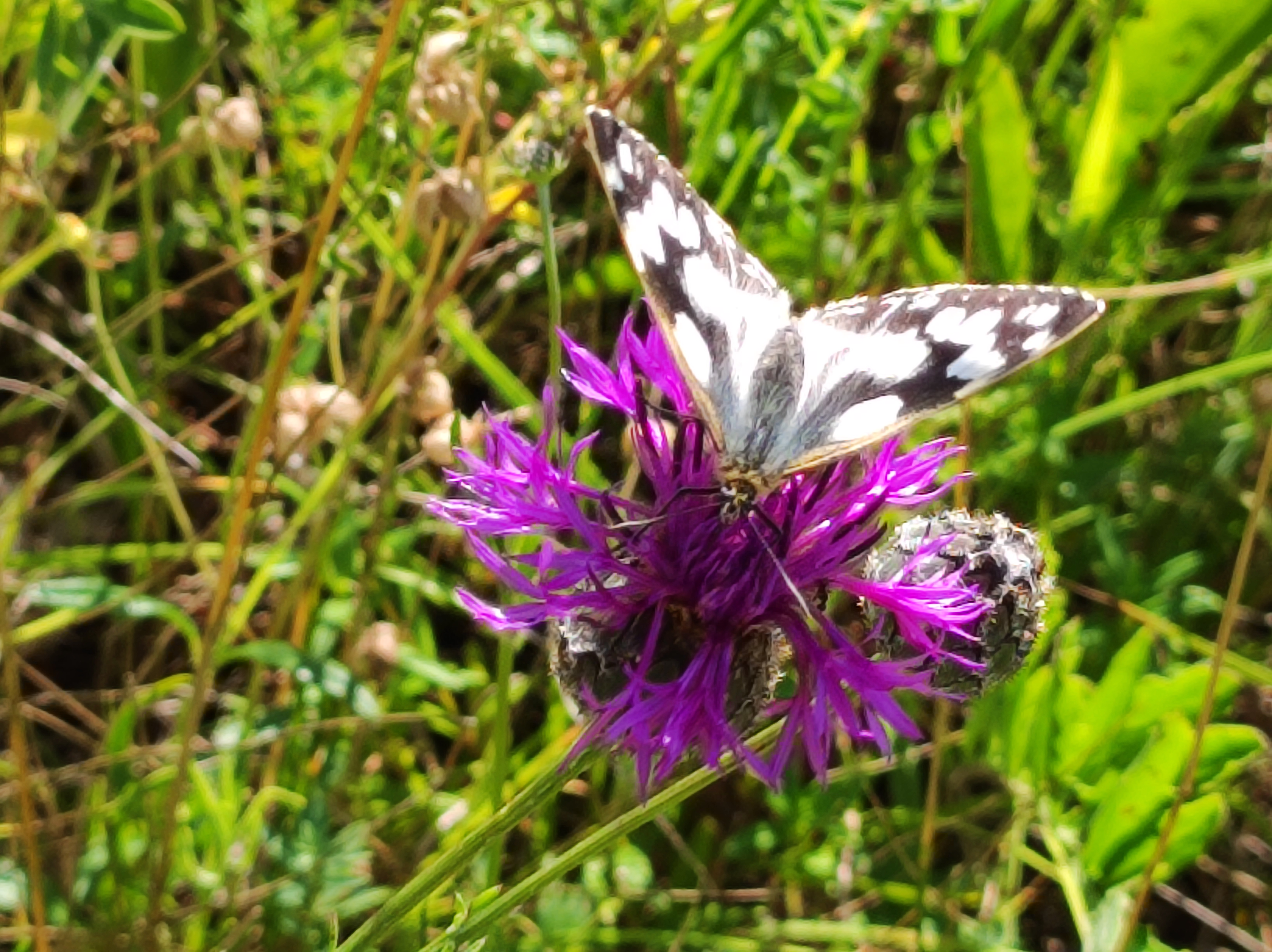
Okáč bojínkový

### Plazi
Z plazů se zde vyskytuje slepýš křehký (Anguis fragilis) a ještěrka obecná (Lacerta agilis).

### Obojživelníci
Nachází se tady tři druhy a to: ropucha obecná (Bufo bufo), skokan štíhlý (Rana dalmatina) a skokan hnědý (Rana temporaria).

### Ptáci
Můžeme zde spatřit např. lejska černohlavého (Ficedula hypoleuca), strakapouda malého (Dryobates minor) nebo krutihlava obecného (Jynx torquilla).

### Savci
Ze savců se v této lokalitě nevyskytuje žádný chráněný druh, ale žije zde např. srnec obecný (Capreolus capreolus) a zajíc polní (Lepus europaeus).

## Okolí
Severně od rezervace se nachází vlčnovské vinohrady sahající až k východu, kde sousedí s ulicí Stará hora. Jižně se nachází ulice Pod Bočky. Západně je ohraničena žlebem, který obklopuje les. Na severovýchodě na ni navazuje přírodní památka Myšince.